# Noordse combinatie op de Olympische Winterspelen 1960
Noordse combinatie is een van de sporten die beoefend werden tijdens de Olympische Winterspelen 1960 in Squaw Valley.

## Heren
| rang   | sporter(s)        | land | totaal (ptn) |
| ------ | ----------------- | ---- | ------------ |
| Goud   | Georg Thoma       | EUA  | 457.952      |
| Zilver | Tormod Knutsen    | NOR  | 453.000      |
| Brons  | Nikolai Goessakov | URS  | 452.000      |
| 4      | Pekka Ristola     | FIN  | 449.871      |
| 5      | Dmitri Kotsjkin   | URS  | 447.694      |
| 6      | Arne Larsen       | NOR  | 444.613      |
| 7      | Sverre Stenersen  | NOR  | 438.081      |
| 8      | Lars Dahlqvist    | SWE  | 436.532      |